# Uscanoidea apiclavata
Uscanoidea apiclavata är en stekelart som beskrevs av Lin 1994. Uscanoidea apiclavata ingår i släktet Uscanoidea och familjen hårstrimsteklar. Inga underarter finns listade i Catalogue of Life.